# Kolur, Bellary
Kolur là một làng thuộc tehsil Bellary, huyện Bellary, bang Karnataka, Ấn Độ.